# La Motte (Côtes-d'Armor)
La Motte é uma comuna francesa na região administrativa da Bretanha, no departamento Côtes-d'Armor. Estende-se por uma área de 42,74 km². Em 2010 a comuna tinha 2 163 habitantes (densidade: 50,6 hab./km²).